# Protiturecká pevnost (Komárno)
Protiturecká pevnost v Komárně je pevnost vystavěná ve dvou obdobích. Na základech staršího hradu začala roku 1546 výstavba Staré pevnosti a roku 1658 začala výstavba Nové pevnosti. Dne 31. května 1963 byl soubor sedmi objektů Staré a Nové pevnosti prohlášen za národní kulturní památku a je registrován v ÚZPF pod č. 302.
Spolu s fortifikačním systémem města Komárno vytvořeným v období napoleonských válek, tvoří protiturecká pevnost Komárenský pevnostní systém nebo jinak zvaným Pevnost Komárno. Tento systém je největším fortifikačním komplexem na Slovensku a s Dunajským předmostím, Sandberskou a Igmándskou pevností na území Maďarska, které byly v svém období součástí tohoto opevnění, tvoří největší fortifikační komplex v rámci bývalého Uherska.
Komárenský pevnostní systém je zapsán do předběžného seznamu světového dědictví UNESCO pod názvem Systém opevnění na soutoku řek Dunaje a Váhu v Komárně – Komárom. O zápis požádalo Slovensko roku 2002 a Maďarsko se přidalo roku 2007.

## Stará pevnost
Stará pevnost je nejstarším objektem protiturecké pevnosti. Byla postavena na soutoku řek Váh a Dunaj podle plánů italského pevnostního inženýra Pietra Ferrabosca. Impulsem bylo pravděpodobně dobytí Budína vojsky Osmanské říše v roce 1541. Stavba bastionové pevnosti začala 23. března 1546 a byla ukončena v roce 1557. V roce 1570 pevnost silně poškodila povodeň a došlo ke zhroucení části kurtin (spojovací opevnění mezi bastiony). Opravena byla v letech 1572—1592 pod vedením Urbana Sϋessa.
V roce 1594 prokázala svou funkčnost, když odolala měsíčnímu obléhání stotisícového vojsku Sinanského paši na jeho výpravě do Uher. V letech 1673—1683 byla pevnost během výstavby Nové pevnosti rozšířena o korunní hradbu, napojující se na západní bastiony. V letech 1826—1839 proběhla poslední velká přestavba, v 19. a 20. století byly na ní provedeny jen malé úpravy.
Stará pevnost má pět bastionů. Východní bastion nazývaný též špicový směřuje do ústí řek. Dva městské, severní a jižní, tvoří základ obrany od Žitného ostrova a jsou propojeny kurtinou. Obranu směrem k Dunaji a Váhu tvoří dva bastiony vedle špicovitého bastionu. Tyto mají nepravidelný, terénem determinován tvar. Pevnost má dvě nádvoří, malé východní a velké západní, oddělené kurtinou. Po obvodu pevnosti jsou kasematy, prostory sloužící posádce. Zděné části pevnosti byly chráněny zemními náspy. Kolem pevnosti byl vodní příkop. Brána zvaná Ferdinandova byla u jižního městského bastionu a západní kurtiny. Na stavbu byl použit stavební kámen, pálené cihly a zemina.

## Nová pevnost
Nová pevnost rozšiřuje starou pevnost, impulsem k výstavbě byla další ofenzíva Osmanské říše a dobytí pevnosti v Nových Zámcích. Hned po dobytí v roce 1663 se začalo se stavbou. Nejdříve bylo vybudováno pouze zemní opevnění, které bylo později upraveno na zděné. Samotné opevňovací práce byly provedeny podle plánů Františka Wymesa. Nová pevnost měla pět bastionů, tři západní s nejmohutnějším středovým a dva východní, které se volně napojovaly na Starou pevnost. Mezi třemi západními bastiony byly dva raveliny které je spojovaly, přičemž jižní z nich chránila vchod do Nové pevnosti Leopoldovu bránu.
Jednotlivé bastiony a raveliny mají následující názvy: jihozápadní bastion – bastion Strážného anděla, jižní ravelin – ravelin imperátorky, západní bastion – bastion Madony, severní ravelin – ravelin imperátora, severozápadní bastion – bastion sv. Xavera, severovýchodní bastion – bastion sv. Ludvíka a jihovýchodní bastion – bastion sv. Kryštofa.
I nová pevnost měla široký vodní příkop a vedlo do ní několik bran. Před pevností byly zbudovány kontreskarpy, kryjící kurtiny a bastiony pevnosti. Stará a Nová pevnost zvané též Citadela, byly prvkem obranné linie, která měla bránit pronikání Osmanů do Středního Pováží.
Ve stejném období byl budován i pevnostní objekt Leopoldov u Hlohovce.
V 1682 roce byla pevnost poškozena povodní, ale Leopold I. zajistil její opravu. Následně v roce 1683 odolávala vojskům Imricha Tökölyho. Po porážce osmanských vojsk u Vídně v témže roce nastala změna poměrů, které způsobily ztrátu významu pevnosti jako pohraniční. Její osud zpečetila zemětřesení v letech 1763 a 1783. Kvůli nerentabilitě oprav byla pevnost armádou opuštěna a nakonec Josef II. daroval pozemek pevnosti městu a budovy byly vydraženy.
Stavební materiály odpovídaly účelu stavby, byly použity kámen, pálené cihly a zemina. I přes přestavby se stavební základ pevnosti prakticky nezměnil. Fasády kasematových chodeb jsou cihlové s kamennými římsami na vrchu. Hradby pevnosti jsou cihlové a v rozích posílené vápencovými kvádry.

## 19. století
Teprve v 19. století nastala změna. Výbojné chování revoluční Francie způsobilo, že v roce 1807 byl proveden průzkum a plánování a nakonec byla pevnost v roce 1808 opravena a jižní a severní křídlo bylo vyzděno, protože do té doby bylo jen v zemní podobě. Byla dobudována korunní hradba. Pamětní tabule na dostavěné části pevnosti říkají, že přestavba severního a jižního bastionu začala 20. srpna 1808 a dokončena byla téhož roku 4. listopadu.
V roce 1810 byla na nádvoří nové pevnosti vybudována kasárna ve tvaru „U“ rovnoběžně s tvarem kurtin a následně roce 1815 byla postavena velitelská budova v jižní části nádvoří ve tvaru nepravidelného čtyřúhelníku. V letech 1827—1839 byly postaveny ve Staré pevnosti za obvodovými zdmi kasematové prostory, sloužící jako ubytovací a skladovací prostory. Tvar obvodových obranných zdí zůstal nezměněn.
V následném období byly vybudovány další prvky opevnění, které se týkaly města, tzv. fortifikační systém města Komárno a to přestavba Palatinské linie (1839—1847), stavba Sandberské (Monoštorské) pevnosti roce 1851, přestavba Dunajského a Vážského předmostí (1851—1871), ukončení Vážské linie (1871) a výstavba Igmándské pevnosti (1871—1877).

## 20. století
V samotné pevnosti nenastaly během tohoto století zásadnější změny, jen rozrůstání města dosáhlo na obrannou linii pevnosti. Také výstavba železnice způsobila přerušení obranného valu Palatínské linie v prostoru mezibastionu III.-IV. V roce 1908 byla situována na hranici pevnosti v prostoru tzv. envelope při Váhu továrna na výrobu munice. Při muniční továrně byl zřízen i výzkumný ústav a celý komplex se nazýval Císařsko-královský dělostřelecký výzkumný ústav (Kaiser-Königliche Artillerie Forschung Anstalt). Po válce však zanikl.
Po první světové válce a rozpadu Rakouska-Uherska došlo k rozdělení města mezi Maďarsko a Československo a Dunaj byl určen jako hraniční tok. Tím ztratil obranný val kolem města význam uceleného řetězec. V 1919 po vzniku Maďarské republiky rad došlo k ostřelování Komárna. K větším škodám na pevnosti nedošlo, ale byl zasažen muniční sklad nacházející se v pevnosti Vážského předmostí a způsobený výbuch poškodil objekt, který chátral a to se ještě zhoršilo i během druhé světové války. Roku 1923 prošly objekty pevnosti a pevnostního systému pod správu armády ČSR a do staré pevnosti byl umístěn sklad 12. střeleckého pluku M. R. Štefánika, který byl městskou posádkou až do roku 1938.
V roce 1930 došlo k asanaci bastionu I. kvůli výstavbě silničního spojení do Bratislavy. V meziválečném období v době budování pohraničního opevnění, došlo k rozhodnutí vybudovat v prostoru Komárna 5 pěchotních srubů, nakonec došlo ale jen k výstavbě KO-S1 a KO-S3 na obranu železničního mostu a KO-S4 na obranu silničního mostu. Sruby byly spojeny linkou s velitelstvím v bastionu IV. Formálně byla výstavba srubů ukončena 11. května 1938. Po Vídeňské arbitráži 2. listopadu 1938 patřilo Komárno k rozsáhlému území, které ztratilo Československo ve prospěch Maďarska. Pevnostní kupole a zvony byly demontovány a sruby zůstaly poškozené.
Území Komárna bylo osvobozeno Rudou armádou 30. března 1945. Město se po otřesech z války začalo konsolidovat a industriální rozvoj města situovaný zejména do západní části města zasáhl i pevnostní systém Palatinské linie. Citadela – Stará a Nová pevnost byla prohlášena za národní kulturní památku a to 18. března 1970 rozhodnutím vlády SSR č. 84. a soubor objektů Palatinské a Vážské linie 15. března 1985 rozhodnutím vlády SSR č. 54. Ale objekty citadely byly po roce 1968 využívány Sovětskou armádou a v tomto období byla pevnost značně zdevastovaná.
Po odchodu sovětských vojsk, v roce 1993 se pevnost stala majetkem slovenské armády, ale mezitím došlo k devastaci objektů obyvatelstvem. Některé objekty Vážské a Palatinské linie se staly soukromým majetkem nebo došlo k jejich pronájmu.
Objekty citadely a pevnostního systému Komárna jsou zapsány do seznamu kandidátů Světového dědictví UNESCO, o což Slovensko požádalo 12. června 2002 a Maďarsko se přidalo s objekty na jeho území roce 2007. V roce 2003 město Komárno odkoupilo Starou a Novou pevnost aby mohlo začít s jejich revitalizací. V letech 2009—2011 byla zrestaurována Ferdinandova brána. V roce 2012 byla poškozena střecha objektu kasáren v Nové pevnosti, k opravě město přistoupilo roce 2013 s plánovaným ukončením v roce 2014.